# Yamato (ferry de 2003)
Le Yamato (やまと, Yamato) est un ferry ayant appartenu à la compagnie japonaise Hankyu Ferry. Construit entre 2002 et 2003 aux chantiers Mitsubishi Heavy Industries de Shimonoseki, il est mis en service en mars 2003 sur les liaisons vers Kitakyūshū, au nord-est de l'île de Kyūshū, depuis Kobe, et conserve cette affectation jusqu'en mars 2020 avant d'être remplacé par le nouveau Settsu. Cédé à la société Stena Roro, filiale de la compagnie suédoise Stena Line, et rebaptisé Stena Nova, il était prévu que ce navire remplisse un rôle de bateau-charter après des travaux de transformation courant 2020. Le projet ne se réalisera cependant pas en raison d'un important retard provoqué par pandémie de Covid-19. Revendu en mars 2021 à la compagnie philippine 2GO Travel, il est rebaptisé 2GO Maligaya et employé à partir de la fin du mois de mai dans l'archipel philippin sur les lignes reliant Manille à Cebu et Cagayan de Oro.

## Histoire

### Origines et construction
Au début des années 2000, la compagnie Hankyu Ferry envisage de remplacer les jumeaux New Harima et New Seto par des unités neuves et plus performantes entre Kobe et Kitakyūshū.
Conçus sur la base des sister-ships Ferry Settsu et Ferry Suou, derniers nés de la compagnie, les futurs navires, baptisés Yamato et Tsukushi, sont cependant prévus pour être légèrement plus imposants. Ainsi, leur longueur est arrêtée à 195 mètres, permettant un accroissement de la capacité de roulage qui est portée à 229 remorques. Extérieurement, les jumeaux reprennent l'aspect général de la précédente paire avec leur cheminée unique, mais se singularisent toutefois par l'absence des ouïes latérales au niveau du pont garage supérieur, donnant à la coque une apparence plus massive. Si les aménagements intérieurs sont conçus d'une manière similaire, ceux-ci bénéficient toutefois d'ajouts par rapport aux navires précédents tels qu'une promenade intérieure ouverte sur la mer, à l'instar des navires de Shin Nihonkai Ferry, société sœur de Hankyu Ferry. Malgré une capacité passagère ramenée à 667 personnes, la qualité des locaux est considérablement revue à la hausse comme en témoigne la position des bains publics de façon à offrir aux occupants une vue sur la mer.
Contrairement aux précédents navires de la flotte, dont la construction était assurée jusqu'à présent par les chantiers navals de Kanda, les futures unités seront construites par les chantiers Mitsubishi Heavy Industries de Shimonoseki. Le Yamato est mis sur cale le 23 avril 2002 et lancé le 4 décembre. Après trois mois de finitions, il est livré à Hankyu Ferry le 25 mars 2003.

### Service

#### Hankyu Ferry (2003-2020)

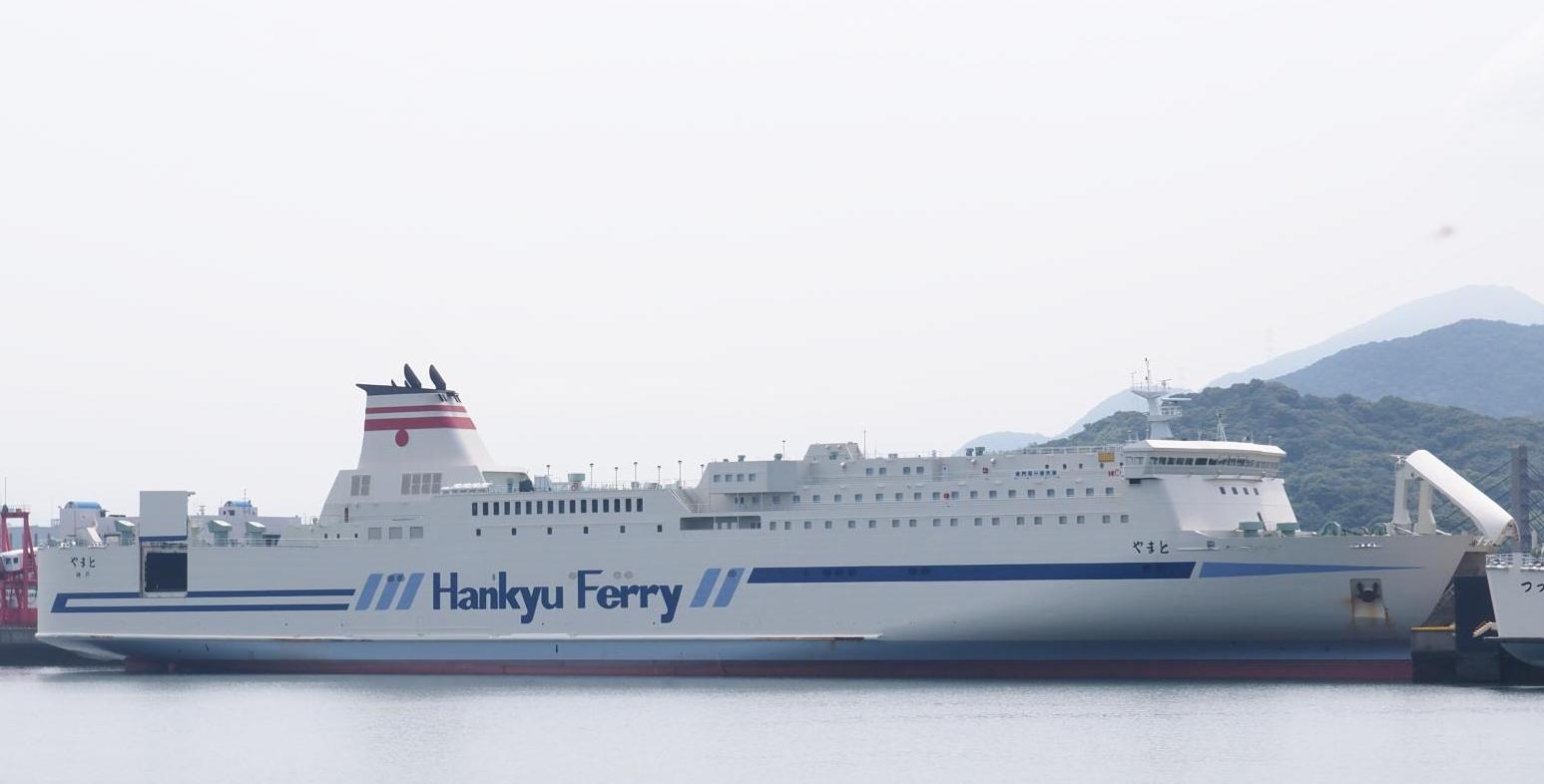
Le Yamato à Kitakyūshū en 2013.

Le Yamato est mis en service le 27 mars 2003 entre Kobe et Kitakyūshū en remplacement du New Harima. Au mois de juin, il est rejoint par son sister-ship le Tsukushi.
À la fin des années 2010, Hankyu Ferry poursuit le renouvellement de sa flotte, entamé en 2015 avec la mise en service des jumeaux Izumi et Hibiki, en commandant une nouvelle paire de car-ferries destinés à remplacer le Yamato et le Tsukushi. En prévision de la livraison des nouveaux navires, le Yamato est vendu le 15 février 2019 à la société Stena Roro, filiale de la compagnie suédoise Stena Line.
Le 10 mars 2020, au terme d'une carrière de près de 17 ans sans incidents notables, le Yamato achève sa dernière traversée pour le compte de Hankyu Ferry. Il est remplacé au sein de la flotte par le nouveau Settsu.

#### Stena Roro (2020-2021)
Livré le 22 mars 2020 à Stena Roro, le navire est rebaptisé Stena Nova et enregistré sous pavillon panaméen. Acquis pour remplir un rôle de navire-charter, le car-ferry est destiné au marché de l'affrètement en Europe qui est alors en proie à un manque de navires. Stena prévoit alors de le mettre à disposition dans le courant de l'année 2020 après d'importants travaux de transformations visant à l'adapter aux normes européennes. En attendant son départ pour l'Europe, le navire mouille au large de Kure.
Les projets de la compagnie suédoise sont toutefois entachés par la progression rapide de la pandémie de Covid-19 touchant de plus en plus de pays en Europe. Le navire quitte néanmoins le Japon le 14 mars 2020, mais la situation tendant à se dégrader, le Stena Nova est immobilisé dans la baie de Subic aux Philippines le 22 avril avant d'être déplacé dans la baie de Brunei en Malaisie au mois de juillet. Les incertitudes pèsent alors sur le projet de Stena, mais la compagnie annonce cependant que le navire rejoindra d'ici la fin de l'année les chantiers de Perama, en Grèce, afin d'être transformé. À cette période également, des rumeurs font état de l'affrètement du Stena Nova par Corsica Ferries dès l'année 2021, sans que la compagnie corse ni Stena Roro ne confirme ce fait.
Malgré cela, le navire demeure immobilisé. En mars 2021, Stena Roro annonce finalement sa vente à la société philippine Chelsea Logistics Holdings Corporation. Le Stena Nova quitte la baie de Brunei le 5 mars pour rejoindre les Philippines et atteint Manille le 9 mars.

#### 2GO Travel (depuis 2021)
Arrivé aux Philippines, le navire mouille au large de Manille jusqu'au 17 mars avant d'être conduit en cale sèche à Batangas afin d'être mis aux standards de son nouveau propriétaire. Transformé, il subit quelques modifications, consistant notamment en l'ajout de deux portes-rampes latérales sur le côté tribord ainsi que d'un escalier soudé sur ses flancs. À l'issue des travaux, il est rebaptisé 2GO Maligaya et immatriculé à Manille.
Le départ pour son voyage inaugural sous ses nouvelles couleurs a lieu le 30 mai au départ de Manille. Le 2GO Maligaya réalise ainsi ses premières escales à Cebu le lendemain, puis à Cagayan de Oro le 1er juin.

## Aménagements
Le Yamato possède 8 ponts. Si le navire s'étend en réalité sur 10 ponts, deux d'entre eux sont inexistants au niveau des garages afin de permettre au navire de transporter du fret. Les locaux passagers occupent les ponts 5, 6 et 7 tandis que l'équipage loge à l'avant du pont 7, et à l'arrière du pont 5. Les garages se situent sur les ponts 1, 2, 3 et 4.

### Locaux communs
Les aménagements du Yamato comportent essentiellement un restaurant de 140 places situé au pont 6 au milieu du navire, des promenades intérieures, une grande terrasse extérieure sur le pont 7 et des installations dédiées au divertissement sur le pont 5 telles qu'un karaoké, une salle d'arcade et une salle de jeux pour enfants. Le navire est également équipé sur le pont 7 de deux bains publics traditionnels japonais avec vue sur la mer (appelés sentō), l'un pour les hommes à tribord, l'autre pour les femmes à bâbord, ainsi qu'une une boutique sur le pont 5.
Ces installations sont toutefois prévues pour être profondément modifiées en vue des transformations que doit subir le navire à la suite de son acquisition par Stena Roro.

### Cabines
À bord du Yamato, les cabines sont principalement situées à l'avant des ponts 5 et 6. Ainsi, le navire est équipé de quatre suites Deluxe d'une capacité de deux personnes sur le pont 7, 32 cabines classiques d'une capacité de deux personnes de style occidental, 12 cabines à trois de style japonais, 30 cabines internes de seconde classe à quatre et 20 individuelles. Le navire comporte aussi 15 dortoirs collectifs ainsi que 36 cabines individuelles.

## Caractéristiques
Le Yamato mesure 195 mètres de long pour 26,40 mètres de large, son tonnage est de 13 353 UMS (ce qui n'est pas exact, le tonnage des car-ferries japonais étant défini sur des critères différents). Il peut embarquer 667 passagers et possède un spacieux garage pouvant embarquer 229 remorques et 138 véhicules. Le garage est accessible par l'arrière au moyen d'une porte rampe axiale mais aussi par l'avant. La propulsion du Yamato est assurée par deux moteurs diesel Wärtsilä 16V38B développant une puissance de 27 400 chevaux entrainant deux hélices à pas variables faisant filer le bâtiment à une vitesse de 23,5 nœuds. Il est aussi doté de deux propulseurs d'étrave ainsi qu'un stabilisateur anti-roulis. Les dispositifs de sécurité sont essentiellement composés de radeaux de sauvetage mais aussi d'une embarcation semi-rigide de secours.

## Lignes desservies
Pour Hankyu Ferry, de 2003 à 2020, le Yamato était principalement affecté entre Kobe et Kitakyūshū qu'il effectuait en traversée de nuit.
Depuis mai 2021 pour le compte de 2GO Travel, le navire dessert au départ de Manille les villes de Cebu et de Cagayan de Oro dans l'archipel philippin.